# Front islamique français armé
Pour les articles homonymes, voir Front islamique.
Le Front islamique français armé, ou Front islamiste armé français, est un groupe armé d'inspiration terroriste islamiste.

## Attaque de l'Ambassade d'Indonésie en France de2004
Le groupe est responsable d'un attentat à la bombe le 8 octobre 2004 contre l'ambassade d'Indonésie à Paris. Cet attentat causa 10 blessés légers,.
Ce groupe réclame dans un courrier électronique la libération de deux membres du GIA, Boualem Bensaïd et Smaïn Aït Ali Belkacem, l'appui de la France à l'intégration de la Turquie au sein de l'Union européenne, le retrait de la loi sur les signes religieux dans les écoles publiques, ainsi que « l'interdiction de toute publication destinée à saboter l'islam en France telle le livre de Michel Houellebecq » (Plateforme).
En mars de la même année, un mystérieux groupe, Les serviteurs d'Allah le puissant et le sage, avait déjà menacé la France d'attentats ; en février c'était le numéro 2 d'Al-Qaida, Ayman al-Zawahiri qui proférait ces mêmes menaces.